# Lauterbach (Stolpen)

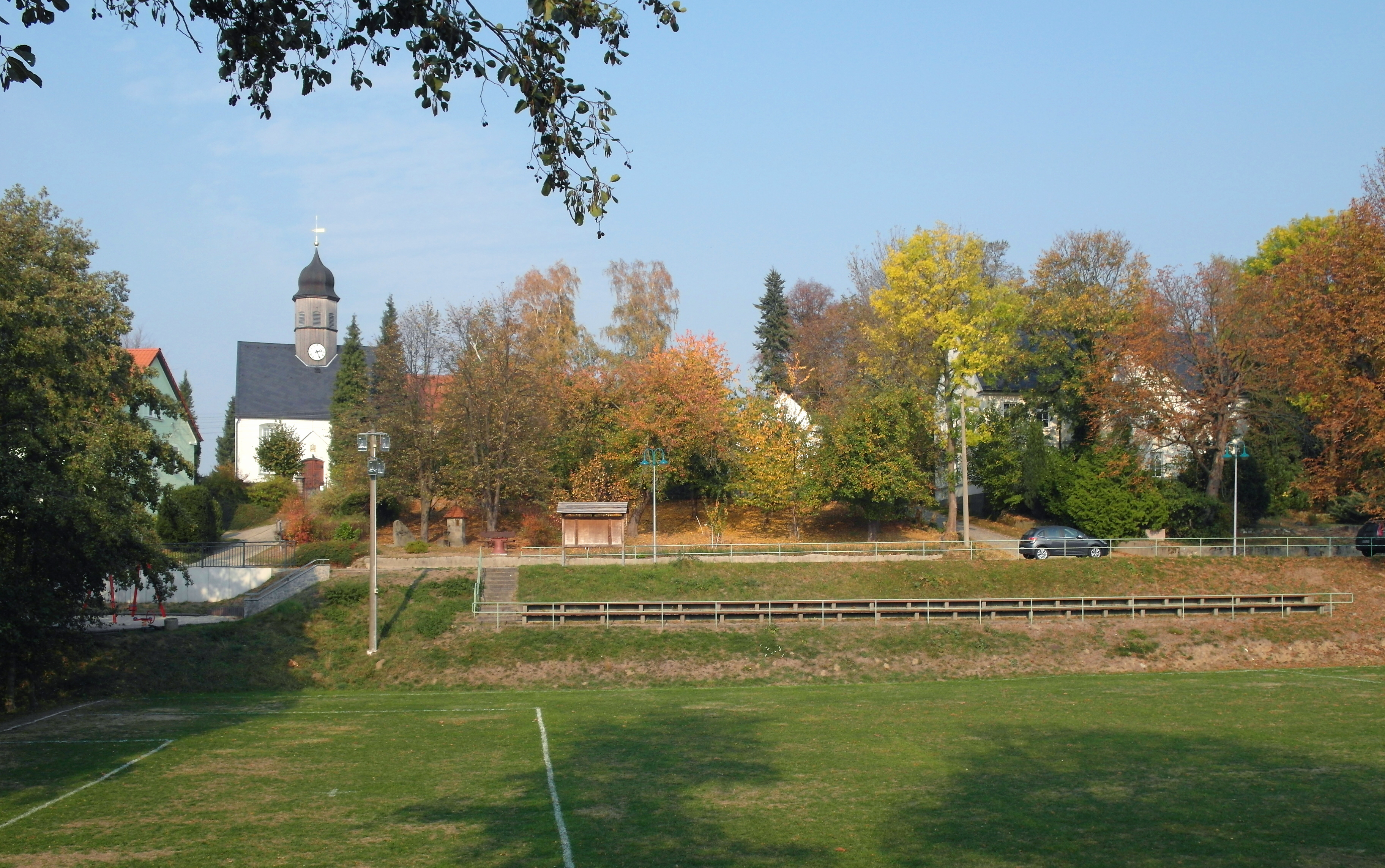
Lauterbach, Blick zur St.-Martins-Kirche

Lauterbach ist ein Ortsteil von Stolpen und liegt östlich von Dresden, 15 Kilometer von Bischofswerda entfernt. In Lauterbach leben etwa 570 Einwohner.
Der Ort befindet sich an der Grenzregion zwischen dem Landkreis Bautzen und dem Landkreis Sächsische Schweiz-Osterzgebirge. Ab 1952 zum Kreis Bischofswerda gehörend, war Lauterbach ab 1994 Teil des Landkreises Sächsische Schweiz, der 2008 im Landkreis Sächsische Schweiz-Osterzgebirge aufging.

## Geschichte
| Jahr | Einwohner                                      |
| ---- | ---------------------------------------------- |
| 1559 | 51 besessene Mann, 31 Häusler, 26 Hausgenossen |
| 1764 | 51 besessene Mann, 10 Gärtner, 27 Häusler      |
| 1834 | 594                                            |
| 1871 | 651                                            |
| 1890 | 743                                            |
| 1910 | 704                                            |
| 1925 | 749                                            |
| 1939 | 656                                            |
| 1946 | 880                                            |
| 1964 | 742                                            |
| 1990 | 626                                            |
| 2014 | 581                                            |
| 2020 | 570                                            |

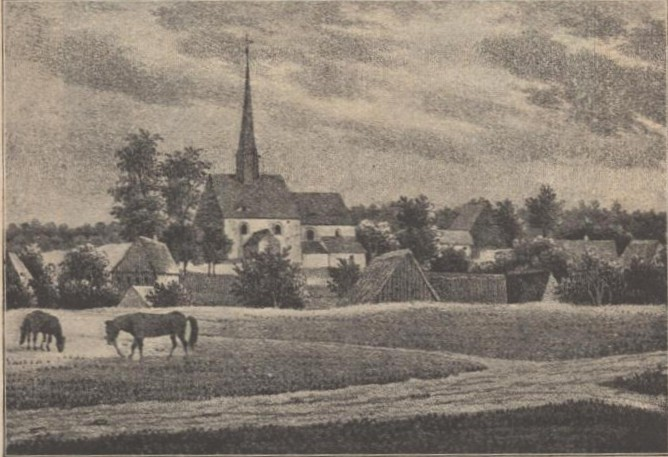
Lauterbach um das Jahr 1830

Das Waldhufendorf gehörte 1223 zum meißnischen Burgward Göda. 1262 kam Lauterbach, in den Urkunden als Luterbach verzeichnet, in den Besitz der Bischöfe von Meißen. 1559 gehörte Lauterbach mit dem bischöflichen Amt Stolpen dem Kurfürsten von Sachsen. Im späten 17. Jahrhundert begründete der hiesige Pfarrer einen Zweig der bedeutenden Gelehrtenfamilie Stöckhardt. 1875 wurde der Ort der Amtshauptmannschaft Pirna zugeordnet und gehörte ab 1952 zum neugebildeten Kreis Bischofswerda.
Im 17. Jahrhundert gab es in der Nähe von Lauterbach erfolglose Bergbauversuche. 1622 ist im Wesenitztal ein Bergwerk mit dem Namen „Erfindung Christi, auf Hans Winklers, obig der Puschmühle“ erwähnt. Vermutlich handelte es sich um den Versuch, Gold zu gewinnen, welcher jedoch ohne Erfolg blieb. Wie lange das Bergwerk in Betrieb war, ist nicht überliefert. Reste des verschütteten Stollens sind noch oberhalb der Buschmühle zu erkennen. Im Volksmund wird diese Stelle „Goldhöhle“ genannt.
Sechs Straßen führen in den Ort und verbinden sich zu einer Hauptstraße durch Lauterbach. Der Hausberg des Dorfes ist die Gottlöbers Höhe oder der Gottlöber Berg, wie jener von den Einheimischen genannt wird. Mit 381,6 Metern Höhe gehört er zu den höheren Erhebungen in der Region.
Schon in der Zeit der DDR wurde das Bild der Ortschaft durch die Landwirtschaft geprägt. Das hat sich bis heute nicht geändert. In der Ortschaft gibt es etwa zehn größere Bauernhöfe und zwei Kuhställe der ehemaligen LPG. Mehrere Dienstleistungsfirmen sind in Lauterbach ansässig, wie zum Beispiel eine Schmiede, ein Elektriker und ein Getränkefachmarkt, der zu den größten der Region zählt. Die Mehrzahl der Einwohner arbeitet außerhalb des Ortes in den umliegenden Städten Stolpen, Neustadt oder auch Bischofswerda.

## Sehenswürdigkeiten

### Kirche St. Martin

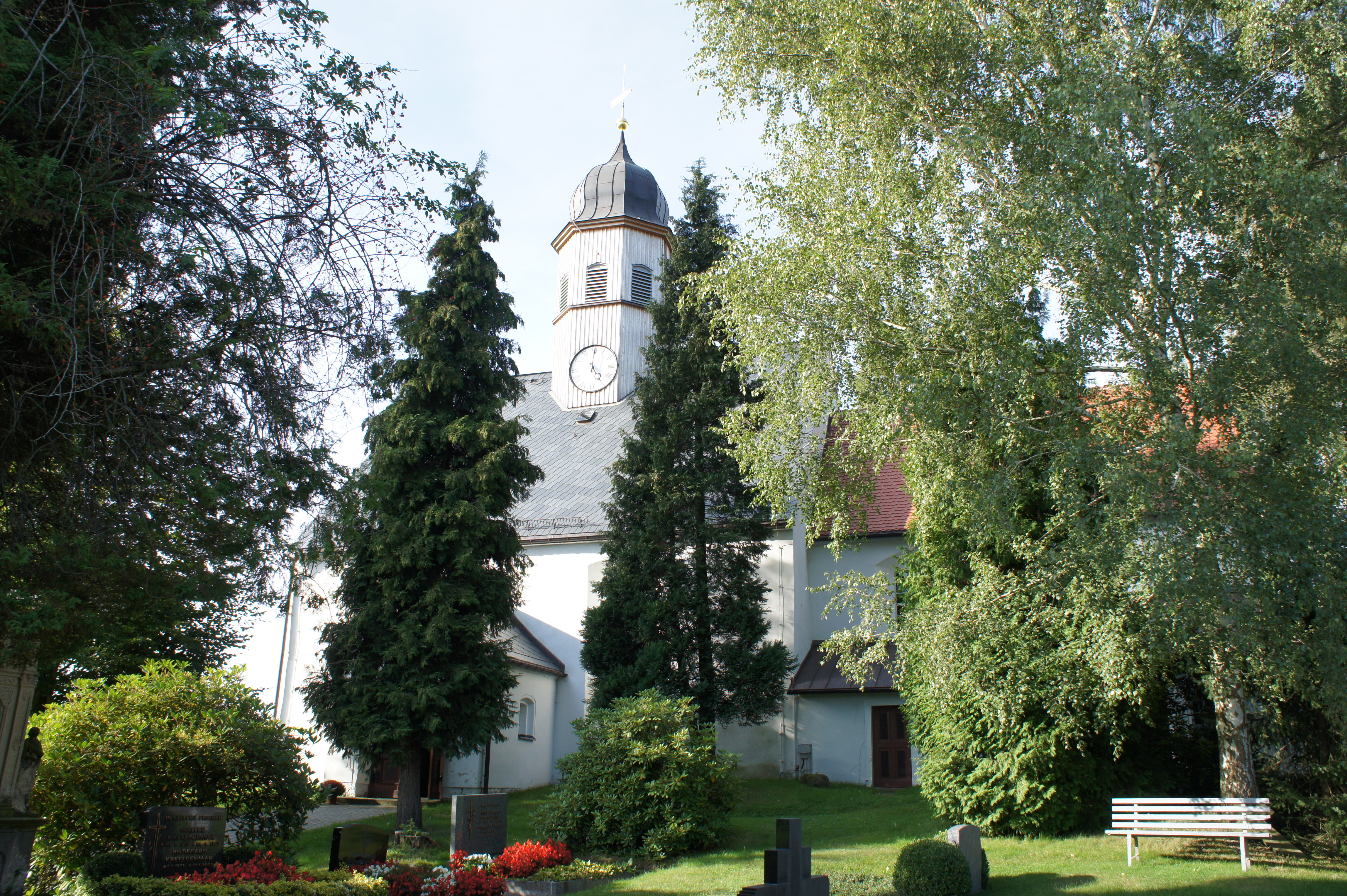
St.-Martins-Kirche in Lauterbach

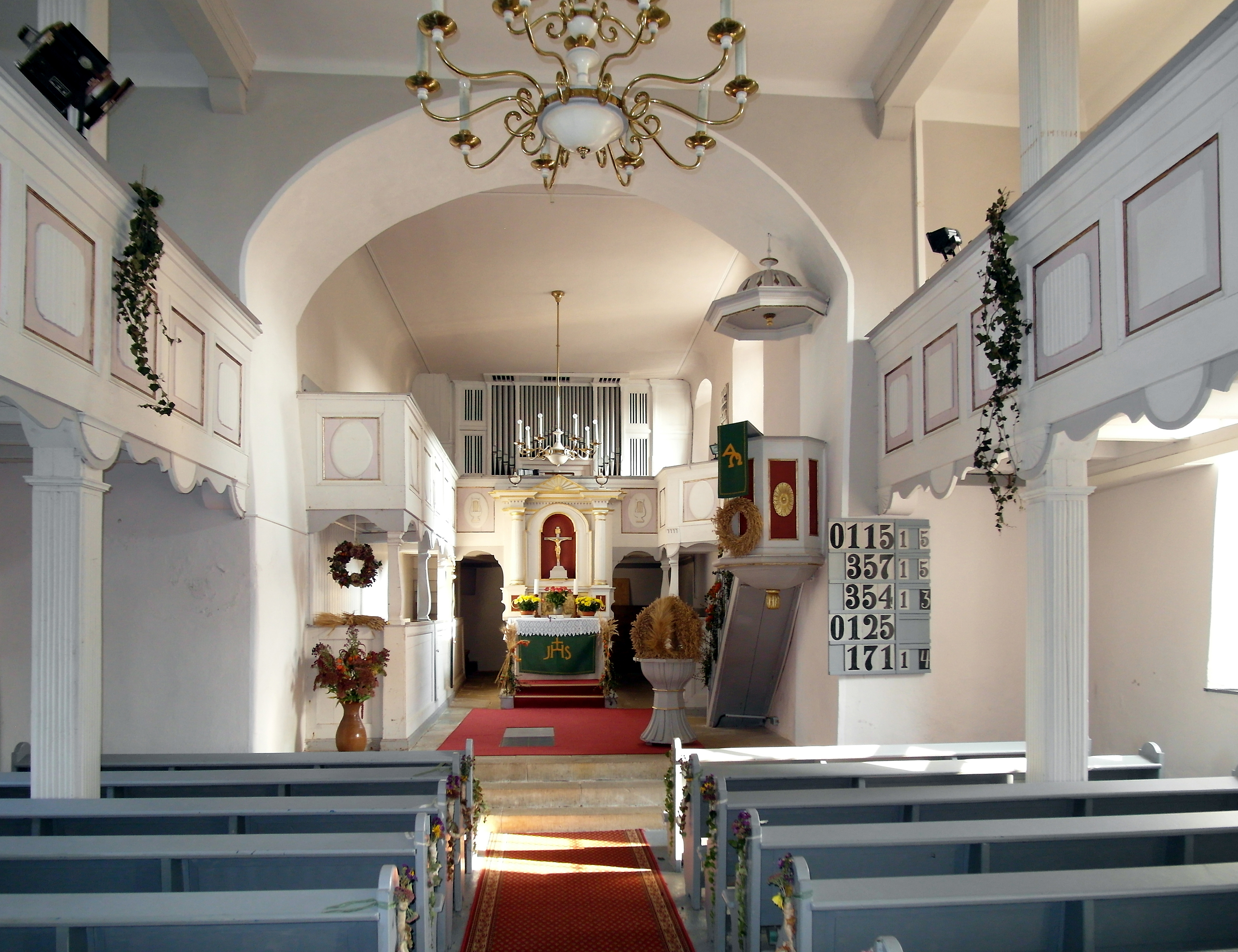
St-Martins-Kirche in Lauterbach

Die dem heiligen Martin geweihte Dorfkirche von Lauterbach entstand um 1495 als katholische Kapelle und unterstand ursprünglich dem Erzpriesterstuhl Jochgrim-Stolpen, Mit Einführung der Reformation kam sie 1559 zur Ephorie Bischofswerda. Mit dem Ende der Herrschaft der Bischöfe von Meißen über Stolpen ging das Lauterbacher Pfarrlehn an die sächsischen Kurfürsten über, dessen Stolpener Amt früher auch über die Besetzung der Pfarrstelle entschied. Heute gehören neben Lauterbach auch die benachbarten Dörfer Oberottendorf, Rückersdorf und Bühlau zur Kirchgemeinde, welche insgesamt ca. 1200 Mitglieder zählt.
Die St.-Martins-Kirche besteht aus zwei Bauteilen, wobei der östliche der ältere ist und bereits im 12./13. Jahrhundert entstand. Sie ist eine schlichte Saalkirche mit geschlossenem Chor. 1870 erfolgte ein größerer Umbau, wobei die Kirche ihren jetzigen Dachreiter erhielt. 1981 und 1991 fanden Restaurierungsarbeiten statt.
Die Ausstattung stammt im Wesentlichen aus dem 19. Jahrhundert. Die Kirche besitzt einen schlichten Altar mit zwei kannelierten Säulen mit vorkragendem Gebälk. Eine Rundbogennische dient als Rahmen für das vergoldete hölzerne Kruzifix. Die darunter angebrachte Kupferstichplatte zeigt eine Darstellung des letzten Abendmahls. An der Südseite des Chores befindet sich eine einfache Holzkanzel. Ein kelchförmiger Taufstein und ein schmiedeeisernes Vortragekreuz von 1748 sowie eine 1923 in der Werkstatt der Familie Jehmlich gebaute Orgel komplettieren die Ausstattung.
Im Turm läuten drei Glocken, welche Maria Magdalena, der heiligen Anna  und der Jungfrau Maria geweiht sind. Diese wurden 1513 gegossen.

### Ostersäule

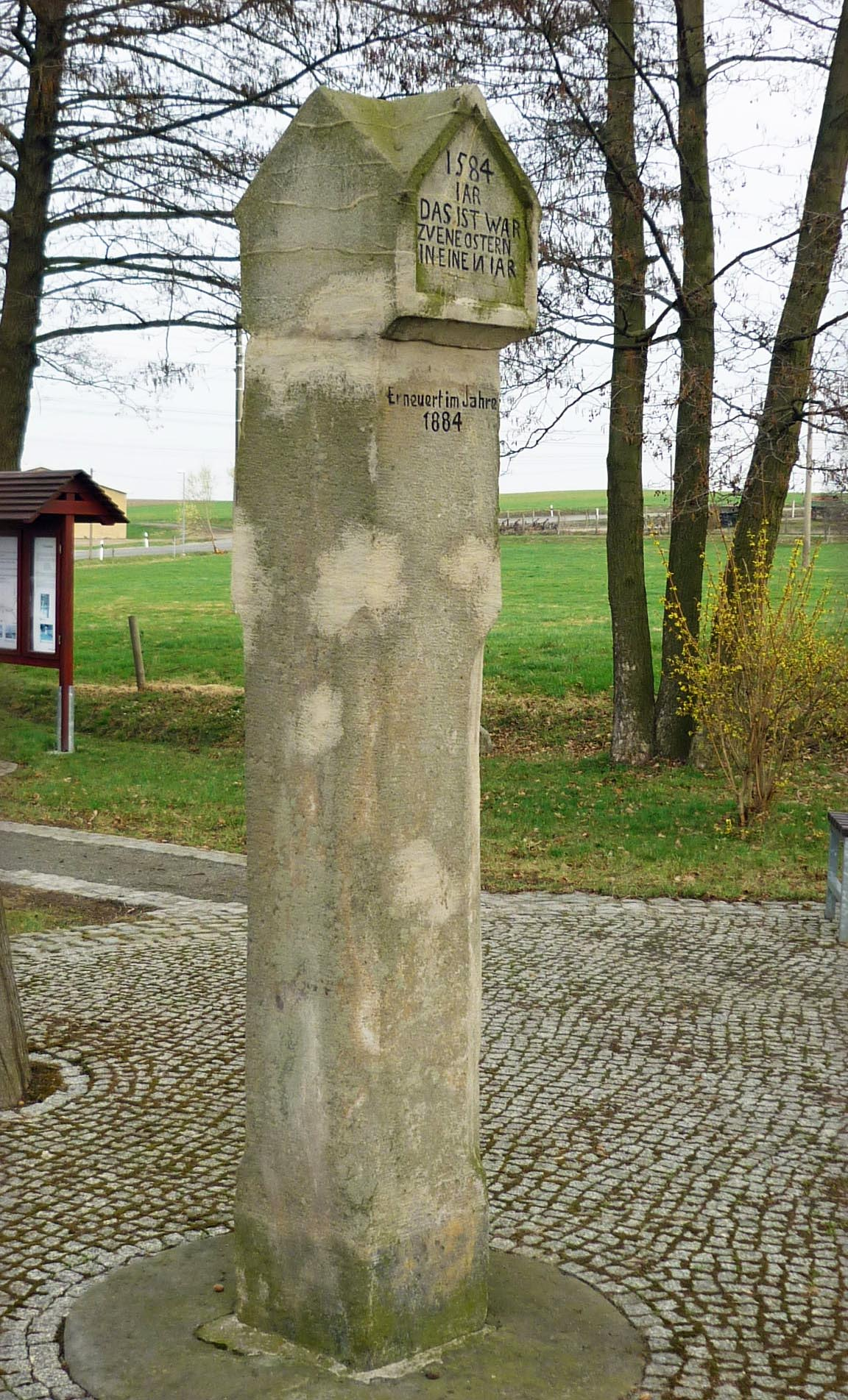
Ostersäule in Lauterbach

Etwas außerhalb des Ortes, nahe dem Ortsausgang in Richtung Bühlau steht an der Kreuzung Dorfstraße / Niedere Straße die sogenannte „Ostersäule“. Sie entstand vermutlich als Bet- oder Martersäule in vorreformatorischer Zeit.
1584 wurde sie durch den Amtsschösser von Stolpen Thomas Treutzer in Erinnerung an ein kurioses Ereignis der Kalendergeschichte umgestaltet. 1582 hatte Papst Gregor XIII. den Gregorianischen Kalender eingeführt, welcher für die Lausitz, Böhmen und Schlesien ab 1584 verbindlich war. Im angrenzenden kursächsischen Sachsen galt jedoch weiterhin der alte Julianische Kalender. Dies hatte zur Folge, dass in der Grenzregion zwischen Sachsen und der Lausitz im Jahr 1584 innerhalb von 10 Tagen zweimal das Osterfest gefeiert wurde.
Die Ostersäule ist ca. 2,50 Meter hoch und trägt die Inschrift: 1584 JAR DAS IST WAR ZVENE OSTERN IN EINEN JAR. Auf der linken Seite ist zusätzlich ein Hinweis auf die erfolgte Restaurierung im Jahr 1884 zu finden. Die viereckige Säule besteht aus Sandstein und besitzt einen würfelförmigen Aufsatz mit viergeteiltem Dach. An der Vorderseite ist eine Christusdarstellung zu sehen.